# Xã White Oak, Quận Henry, Missouri
Xã White Oak (tiếng Anh: White Oak Township) là một xã thuộc quận Henry, tiểu bang Missouri, Hoa Kỳ. Năm 2010, dân số của xã này là 758 người.